# Роман Іван
Іван Роман (? — 17 березня 1939, поблизу Перечина, тепер Закарпатська область) — заступник командира Карпатської Січі у 1938—39 роках.

## Життєпис

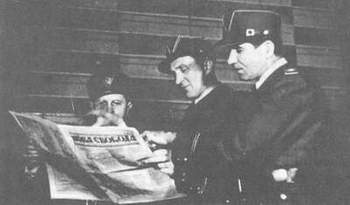
Старши́на Карпатської Січі. Зліва направо: Іван Рогач, Іван Роман і Тацинець Федір.

До заснування у листопаді 1938 року Карпатської Січі був молодшим офіцером (підстаршиною) чехословацької армії. Він був на той час відомим у Карпатській Україні українським культурним діячем, «одним із чолових людей в Карпатській Україні».
В приватному житті був банковим урядовцем.
Наказом військового міністра Степан Клочурака від 15 березня 1939 Івана Романа було призначено керівником інтендатури армії.. Функцію інтенданта він прийняв, але вже ввечері цього ж дня попросив у команданта ОНОКС Сергія Єфремова про звільнення з посади через хворобу.
Загинув в боях 17 березня 1939 року.